# Theodor Karl Julius Herzog
Theodor Carl (Karl) Julius Herzog (Friburgo in Brisgovia, 7 luglio 1880 – Jena, 6 maggio 1961) è stato un botanico tedesco.

## Biografia
Studiò scienze a Friburgo e Zurigo; conseguì il dottorato nel 1903 presso l'Università di Monaco, avendo come professore il botanico Ludwig Radlkofer (1829-1927). In seguito, ottenne la sua abilitazione presso la Eidgenössische Technische Hochschule di Zurigo sotto il patrocinio di Carl Joseph Schröter (1855-1939).
Dal 1904 al 1912, fece numerose escursioni botaniche in Sardegna (1904 e 1906), Ceylon (1905 e 1908) e Bolivia (1907-08 e 1910-12). Nel 1920 divenne professore associato di botanica all'Università di Monaco e in seguito successe a Wilhelm Detmer (1850-1930) all'Università di Jena (1925), dove rimase fino al 1948.

## Opere principali
- Vom Urwald zu den Gletschern der Kordillere, 1913.
- Die Pflanzenwelt der bolivischen Anden und ihres östlichen Vorlandes, 1923.
- Anatomie der Lebermosse, 1925.
- Bergfahrten in Südamerika, 1925.
- Geographie der moose, 1926.[3]